# 22032 Mikekoop
22032 Mikekoop è un asteroide della fascia principale. Scoperto nel 1999, presenta un'orbita caratterizzata da un semiasse maggiore pari a 2,5595778 UA e da un'eccentricità di 0,1921026, inclinata di 13,26566° rispetto all'eclittica.